# International nonproprietary name
International nonproprietary name, INN, är ett internationellt vedertaget generiskt namn på ett läkemedel, eller mer specifikt en läkemedelssubstans. INN fastställs sedan 1953 av Världshälsoorganisationen (WHO).
Syftet med INN är att entydigt identifiera läkemedelssubstanser, eftersom varje INN är ett unikt och globalt erkänt namn som är allmänt tillgängligt. Ett INN är normalt kortare och mer lättanvänt än läkemedelssubstansens systematiska namn enligt kemisk nomenklatur. Ett exempel på INN är ibuprofen, var kemiska namn är p-isobutylhydratropasyra eller 2-(4-isobutylfenyl)propansyra.
INN kan översättas till olika språk, och stavningen följer då ungefär samma principer som översättning av kemiska substansnamn. Exempelvis stavas ibuprofen likadant på svenska, engelska och tyska, medan det heter ibuprofène på franska och ibuprofenum på latin. Ett exempel på stavningsskillnad mellan svenska och engelska är diklofenak, som på engelska heter diclofenac.
Generiska läkemedel namnges ofta med INN i kombination med tillverkarens namn. Exempel är Ibuprofen Apofri och Ibuprofen Orifarm, som är ibuprofen-preparat från olika tillverkare.